# Le Refuge de Darwyn
Le Refuge de Darwyn est une association suisse spécialisée dans l'accueil et le placement d'équidés maltraités, qui agit en Suisse romande et dans l'Est de la France. Créé le 17 février 2000, il a fêté ses 15 ans en 2015. Il a reçu le prix Cunéo en 2002 et le prix de l'association genevoise des vétérinaires en 2006. Il est devenu une section à part entière de la protection suisse des animaux en 2010,.
Le refuge principal en Suisse est situé à Sézenove. L'antenne française du refuge est à Sens-sur-Seille.